# Зеленець Микола Анатолійович
Микола Анатолійович Зеленець (14 лютого 1975, Красний Луч — 22 серпня 2014, Луганськ) — український підприємець, литовський дипломат. Почесний консул Литви в Луганську. Один із спонсорів антимайданівських протестів у Луганську.

## Біографія
Народився 14 лютого 1975 року в місті Красний Луч на Луганщині. У 1997 році закінчив Новочеркаський державний технічний університет, гірничий інженер, електромеханік. У 2004 Східноукраїнський національний університет імені Володимира Даля, менеджер-економіст. У 2009 році Інститут державного управління у сфері цивільного захисту, фахівець держпожежтехнагляду.
У 1993 році працював в Акціонерному товаристві з видобутку і переробці вугілля «Обухівська» на посаді учня електрослюсаря.
З 2000 року працював в ЗАТ "Луганське спеціалізоване підприємство протипожежної автоматики і охоронної сигналізації «Спецавтоматика» на посаді директора з виробництва робіт ППА і ОС.
У 2007 році балотувався в Народні депутати України від Блоку Володимира Литвина в списку № 163.
З 2012 року працював директором ДП «Набат».
Зеленець не визнав легітимним уряд А.Яценюка, який сформувався після перемоги Євромайдану. Відтак у березні 2014 року відмовився сплачувати податки свого підприємства до держбюджету. За повідомленням луганського блоггера Сергія Іванова, цей підприємець допомагав організувати наметове містечко сепаратистської організації «Луганської гвардії».
10.08.2014 — був викрадений терористами «ЛНР».
22.08.2014 — загинув від рук терористів.

## Громадська діяльність
- Помічник-консультант народного депутата України Сергія Горохова (Партія регіонів),
- Почесний консул Литви в Луганську.

## Нагороди та відзнаки
- Почесна грамота від міністра МНС України (2008),
- Почесна грамота від міністра МНС України (2010),
- Почесна відзнака МНС України (2010),
- Нагрудний знак управління СБУ в Луганській області «За заслуги» (2011).